# Luxembourg-Nancy
Luxembourg-Nancy est une course cycliste Franco-luxembourgeoise, disputée de 1911 à 1955 entre Luxembourg et Nancy en Meurthe-et-Moselle
En 1911, il y eut deux courses le même jour, l'une pour les amateurs et l'autre pour les indépendants.
Une fois sur deux, le parcours alternait entre Nancy et Luxembourg comme lieu d'arrivée, hormis en 1951 où l'épreuve se déroula en deux étapes par un aller-retour Luxembourg-Nancy-Luxembourg.
Les vainqueurs de ces étapes furent Jean-Pierre Schmitz pour la première, qui se classa 9e au Général, et Pierre Cogniaux pour la seconde, 25e au Général.

## Palmarès
| Année         | Vainqueur         | Deuxième            | Troisième         |
| ------------- | ----------------- | ------------------- | ----------------- |
| 1911 amateurs | Mathias Beffa     | Nicolas Marso       | Nic Klein         |
| 1911 indés    | Georges Mathis    | Charles Kippert     | Jean Laurençot    |
| 1912          | Victor Ferry      | René Guénot         | René Pichon       |
| 1913          | Armand Lenoir     | René Chassot        | Gilles Laubenthal |
| 1914          | Oscar Robaye      | Gustave Lorain      | Charles Chabard   |
| 1920          | Guido Fumagalli   | Pierre Corini       | Joseph Rasqui     |
| 1921          | Fernand Moulet    | Joseph Rasqui       | Lucien Rich       |
| 1923          | Charles Krier     | Pierre Corini       | Charles Martin    |
| 1938          | François Neuens   | René-Paul Corallini | François Adam     |
| 1951          | Pasquale Forner   | Johny Goedert       | Dominique Pincchi |
| 1952          | Angelo Menon      | Robert Bintz        | Marcel Houillon   |
| 1953          | Bruno Benuzzi     | René Fosty          | André Raizer      |
| 1954          | Jean Pué          | Maurice Gruber      | Guido Anzile      |
| 1955          | Tiziano Malvestio | Alban Grégoire      | Salvatore Palmeri |